# Албрехт II фон Мансфелд
Албрехт II (IV) фон Мансфелд (на немски: Albrecht II (IV) von Mansfeld; * ок. 1376; † 5 април 1416) е граф на Мансфелд.

## Произход
Той е син на граф Гебхард IV фон Мансфелд-Кверфурт († 1382) и втората му съпруга графиня Елизабет фон Кефернбург († 1382), дъщеря на граф Гюнтер XII фон Кефернбург († 1368) и Лорета фон Епенщайн (* ок. 1340).
Брат е на Фолрад II фон Мансфелд († 1450) и Лутрудис фон Мансфелд-Кверфурт († 1426), омъжена за княз Ото III фон Анхалт-Бернбург († 1404). Pолубрат на Бурхард VIII († 1392) и Гюнтер I фон Мансфелд († 1412).

## Фамилия
Албрехт II (IV) се жени през 1386/пр. 1402 г. за принцеса Елизбет фон Анхалт-Десау († сл. 19 ноември 413), дъщеря на княз Зигисмунд I фон Анхалт-Десау († 1405) и Юта фон Кверфурт († 1411). Те имат децата:
- Гюнтер II фон Мансфелд (ок. 1410; † 10 март 1475), граф на Мансфелд-Кверфурт
- Хойер фон Мансфелд († сл. 1423)